# Liste der denkmalgeschützten Objekte in Lieboch
Die Liste der denkmalgeschützten Objekte in Lieboch enthält die denkmalgeschützten, unbeweglichen Objekte der Gemeinde Lieboch im steirischen Bezirk Graz-Umgebung.

## Denkmäler
| Foto |                 | Denkmal                                                                 | Standort                                             | Beschreibung | Metadaten |
| ---- | --------------- | ----------------------------------------------------------------------- | ---------------------------------------------------- | --- | --- |
| ja   | Datei hochladen | Kath. Pfarrkirche hl. Franz Xaver HERIS-ID: 67811 Objekt-ID: 80792      | Hitzendorferstraße 1 Standort KG: Lieboch            | Das Kirchengebäude mit dem freistehenden Turm wurde 1970 von Friedrich Moser errichtet. Der zentrale Raumbereich ist erhöht, es kommt das Licht durch Fensterbänder in der Trägerzone, die durch eine hochgezogenen Decke freigelegt sind. | BDA-Hist.: Q38117641 Status: § 2a Stand der BDA-Liste: 2025-06-30 Name: Kath. Pfarrkirche hl. Franz Xaver GstNr.: .754, .85/2 Pfarrkirche Lieboch                           |
| ja   | Datei hochladen | Pfarrhof HERIS-ID: 97504 Objekt-ID: 113310                              | Hitzendorferstraße 1 (Pfarrhof) Standort KG: Lieboch | Das Pfarrhaus wurde gemeinsam mit der Kirche 1970 von Friedrich Moser errichtet. | BDA-Hist.: Q37769989 Status: § 2a Stand der BDA-Liste: 2025-06-30 Name: Pfarrhof GstNr.: .753, .85/2 Pfarrhof Lieboch                                                       |
| ja   | Datei hochladen | Figurenbildstock hl. Johannes Nepomuk HERIS-ID: 97503 Objekt-ID: 113309 | bei Hitzendorferstraße 2 Standort KG: Lieboch        | | BDA-Hist.: Q37769980 Status: § 2a Stand der BDA-Liste: 2025-06-30 Name: Figurenbildstock hl. Johannes Nepomuk GstNr.: 1829/3 Figurenbildstock hl. Johannes Nepomuk, Lieboch |